# Regierungsbezirk Detmold
Regierungsbezirk Detmold er et af fem Regierungsbezirke i delstaten Nordrhein-Westfalen i Tyskland.
Regierungsbezirket blev oprettet i 1947, da det tidligere land Lippe blev indlemmet i Nordrhein-Westfalen, ved at sammenlægge det tidligere Regierungsbezirk Minden med områderne fra Lippe. Regierungsbezirk Minden blev oprettet i 1815, da de oprindelige Regierungsbezirke blev oprettet.

## Beliggenhed
Regierungsbezirk Detmold ligger i den nordøstlige del af Nordrhein-Westfalen og dermed i overgangen mellem Mittelgebirge og det nordtyske lavland. Området er på ca. 6.500 km² eller omkring en femtedel af Nordrhein-Westfalens areal. Regierungsbezirket grænser i nord og øst til delstaten Niedersachsen, i syd til Hessen (Regierungsbezirk Kassel) og i vest til de nordrhein-westfäliske Regierungsbezirke Arnsberg og Münster.

## Opdeling
| Kreiseinteilung des Regierungsbezirks Detmold | Regierungsbezirk Detmold består af seks Kreisen og 69 kommuner og en kreisfri by: 1. Stadt Bielefeld, 325.846 indb. 2. Kreis Gütersloh, 354.057 indb. 3. Kreis Herford, 253.751 indb. 4. Kreis Höxter, 152.627 indb. 5. Kreis Lippe, 359.192 indb. 6. Kreis Minden-Lübbecke, 320.813 indb. 7. Kreis Paderborn, 299.127 indb. |

## Region Ostwestfalen-Lippe
Ostwestfalen-Lippe (forkortet: OWL) er en historisk og kulturgeografisk region, der er sammenfaldende med Regierungsbezirk Detmold.
52°00′N 8°45′Ø / 52°N 8.75°Ø
|  | Infoboks uden skabelon Denne artikel har en infoboks dannet af en tabel eller tilsvarende. |